# HD248727
HD248727 є хімічно пекулярною зорею спектрального класу
A0 й має видиму зоряну величину в смузі V приблизно 10,0.
Вона знаходиться у сузір'ї Візничого. 

## Пекулярний хімічний вміст
Зоряна атмосфера HD248727 має підвищений вміст Mn.